# Max Wechsler
Pour les articles homonymes, voir Wechsler.
Max Wechsler est un peintre français, né le 1er juin 1925 à Berlin et mort le 12 mai 2020 à Paris.

## Biographie
Max Wechsler naît en 1925 à Berlin dans une famille juive. Après la nuit de Cristal (Reichspogromnacht ou Reichskristallnacht), il est envoyé en France et parvient à rejoindre Paris chez un oncle en janvier 1939.
Ses parents et grands parents, restés à Berlin, sont déportés et assassinés à Auschwitz en 1943.
Pendant l’occupation, via le réseau des Éclaireurs israélites de France (EIF), il est recueilli à la Maison des enfants de Moissac, puis, après l’invasion de la zone sud, passe en Suisse le 23 janvier 1943 et rejoint le camp de Davesco, près de Lugano.
À la fin de la guerre, il choisit de s’installer en France, à Paris. Apatride, il obtient la nationalité française en 1980.
Il débute au journal Vaillant comme illustrateur et graphiste, métier qu’il exercera à temps partiel jusqu’au début des années 1990, principalement pour les Presses de la Cité. Ses rencontres avec le peintre Serge Fiorio pendant la guerre durant son séjour à Moissac, puis avec René Moreu, qui fut rédacteur en chef du Vaillant, seront déterminantes.
Dans les années 1950 et 1960, il peint dans une veine surréaliste des compositions fantastiques faites, selon Pierre Gaudibert, de « déploiements organiques […] expansion d’enroulements, gonflements, fissures », et  constituant des « Figures symboliques témoignant d’une œuvre de souffrance » pour A. Pacquement. Ces œuvres sont exposées par Pierre Gaudibert au Musée d’Art Moderne de la Ville de Paris lors de la première manifestation de l’ARC en 1968.
Il rencontre en 1975 son épouse Christine Fleurent, photographe[réf. souhaitée].
Il cesse volontairement de peindre de 1973 à 1977, puis se tourne ensuite vers une abstraction qu’il n’abandonnera plus : série d’œuvres sur toile, surfaces striées comme lacérées dans la matière.
En 1984, il abandonne le châssis pour de grandes œuvres sur toile intégrant des collages de différents matériaux, papiers et journaux en une matière dense et épaisse, qu’il intitulera « Recouvrements papiers ». Ces très grands formats sont inspirés par l’espace de l’atelier acquis en 1985 dans le quartier de La Bastille, où il travaillera jusqu’à la fin de sa vie[réf. nécessaire].
Il rencontre le peintre Michel Parmentier qui partage l’atelier plusieurs mois avec lui en 1988.
Il expose ses grands formats à la Galerie Jean Fournier, à Paris, en 1986.
Il se lie en 1989 avec le critique et poète Maurice Benhamou[réf. souhaitée].
Dans les années 1990, son processus créatif se réduit à un seul matériau : l’imprimé. Les caractères typographiques sont réduits, agrandis, transformés pour créer des œuvres sans bords ni centres, des espaces lumineux, où la matière engendre la couleur[réf. nécessaire].
Univers en expansion de l’illisibilité qui témoigne paradoxalement de la permanence de l’origine, de l’impossible disparition. « Papiers marouflés » de très grand ou très petit format, Max Wechsler dit : « la lettre sans cesse transformée, déstructurée résiste, se révèle indestructible… J’associe ainsi la part de ce qui sera ignoré à jamais de celle qui demeurera indélébile »[réf. nécessaire][style à revoir].
Dans les années 2000, Berlin accueille l’artiste dans sa ville natale, et lui consacre plusieurs expositions importantes : au Musée juif de Berlin, à la Villa Oppenheim, à la Galerie KunstbüroBerlin, et à la Berlinische Galerie, institution à laquelle il fait une importante donation en 2010.
En 2003, il reçoit le prix Maratier.
À Paris, il expose régulièrement au Musée d'Art et d'Histoire du judaïsme où sa donation est présentée en 2017, à la galerie Guislain-Etats d’Art, à la Galerie ETC, à la Galerie Dutko et à Paray-Le-Monial, au musée du Hiéron, auquel il a également fait une donation.
Il réalise ses dernières œuvres en 2019 et meurt à Paris le 12 mai 2020. Il est inhumé au cimetière du Père-Lachaise (division 86).

## Expositions personnelles(*) et collectives (sélection)
- 1968 « Max Wechsler, peintures », ARC, Musée d’Art Moderne de la Ville de Paris, (cat. : texte de Pierre Gaudibert)*
- 1986 « Max Wechsler, recouvrement papier », Galerie Jean Fournier, Paris*
- 1989 « Une collection pour la Grande Arche », Arche de la Défense, Paris, commissariat : Sylvie Boissonnas, Maurice Benhamou, Jean Fournier, Henri Sylvestre)
- 1990 « Max Wechsler », Centre d’Arts Plastiques Albert Chanot, Clamart*
- 1991 « Blancs dominants », Galerie Charles Sablon, Paris
- 1995 « Le noir est une couleur», Galerie Maeght, Barcelone
- 1995 « Max Wechsler », Galerie Kiron, Paris*
- 1997 « Jean Degottex, Lars Fredrikson, Max Wechsler, la couleur sans couleurs », Galerie Romagny, Paris
- 1998 « Max Wechsler », Galerie Romagny, Paris*
- 2003 « Maurice Benhamou : Fréderic Benrath, Claude Chaussard, René Guiffrey, Max Wechsler », Galerie Guislain États d’Art, Paris (en regard du texte de Maurice Benhamou, Ed. espace-Abstraction 1997)
- 2003 « Max Wechsler », Musée d’Art et d’Histoire du Judaïsme, Paris* Collection Jüdisches Museum Berlin
- 2003 « Max Wechsler », Bleibtreu Galerie, Berlin*
- 2005 « Max Wechsler », Galerie Guislain - États d’Art, Paris*
- 2006 « Max Wechsler, Unter der Oberfläche »,Villa Oppenheim, Berlin*
- 2007 « Max Wechsler, Entfaltung der Tiefe », Orangerie, Schloss Charlottenburg, Berlin*
- 2008 « Max Wechsler, travaux récents », Galerie Guislain - États d’Art, Paris*
- 2009 « Propos d’Europe 8.0 Paris / Berlin », Fondation Hippocrène, Paris
- 2011 « La collection contemporaine du MAHJ : un parcours », Musée d’Art et d’Histoire du Judaïsme, Paris
- 2010 « Die Schenkungen Herbert Kaufmann und Max Wechsler », Berlinische Galerie, Berlin
- 2010 « Max Wechsler », Galerie KunstBüroBerlin, Berlin*
- 2012 « En signe de vie, Thomas Gleb, Georges Jeanclos, Max Wechsler », Musée du Hiéron, Paray-le-Monial, (cat. : textes de Dominique Dendrael)
- 2012 « Max Wechsler, Das Atmen der Stille, Respiration du silence », KunstBüroBerlin, Berlin*
- 2012 « Max Wechsler, Schriftfragmente-im künstlerischen Prozess », KunstHaus, Potsdam, (textes de Renate Grisebach et Andreas Haus)*
- 2013 « Max Wechsler, Klang der Sprache », Gœthe-Institut, Paris*
- 2013 « Max Wechsler, Signum », St Matthaüs-Kirche, Berlin*
- 2014 « Max Wechsler à l’hôtel Frison », commissariat de l’exposition : Frédéric Guislain, Bruxelles*
- 2017 « Donation Max Wechsler », Musée d’Art et d’Histoire du Judaïsme, Paris*
- 2017 « Max Wechsler, de la lettre au signe »,  Journées Européennes du Patrimoine, Abbatiale Saint Férréol d’Essômes-sur-Marne*
- 2017 « Max Wechsler, du lisible à l’ignoré », Galerie Jacques Levy, Paris*
- 2018 « Le sujet en question », Galerie Jacques Levy, Paris
- 2018 « Max Wechsler », Galerie Jean-Jacques Dutko, Ile Saint-Louis, Paris*
- 2019 « Stratégie de l’infini », Galerie Jacques Lévy, Paris
- 2019 « De la peinture : M. Barré, B. Casadessus, C. Chaussard, J. Degottex, L. Fredikson, A. Hirsh, M. Wechsler », Galerie ETC, Paris (cat. : textes de Maurice Benhamou)
- 2019 « Max Wechsler », Galerie ETC, Paris (cat. : texte « Le vide et la lettre » par Maurice Benhamou)*
- 2020 « Symétrie secrète », Galerie Jacques Levy, Paris
- 2020 « La trace du vent », Galerie ETC, Paris
- 2020 « Abstractions », Galerie Jean-Jacques Dutko, Ile Saint Louis, Paris

## Principales acquisitions publiques
- Ville de Paris[16]

- Fonds National d’Art Contemporain, Paris
- Collection AXA - Caisse des Dépôts et Consignations Commande pour la Grande Arche de la Défense
- Jüdisches Museum, Berlin
- Musée du Hiéron, Paray-Le-Monial
- Musée National d’Art Moderne, Centre Pompidou, Paris

### Monographie
- Ruth Martius (dir.), Max Wechsler. Respiration du silence, Berlin, Jovis Verlag, 2012.

### Catalogues d’exposition
- Max Wechsler. Peintures, introduction de Pierre Gaudibert, Paris, musée d’Art moderne de la Ville de Paris, 1968.
- Maurice Benhamou, Max Wechsler. L’immobilité, autrement dit le silence, Paris, Éditions Espace-Abstraction, 1990.
- Maurice Benhamou, Quatre peintres de la couleur tensive, Paris, Éditions Espace-Abstraction,1997.
- Max Wechsler, Autrement dit, textes de Maurice Benhamou, René Guiffrey, Saralev H. Hollander, Rütjer Rühle, Max Wechsler, Paris, Éditions Espace-Abstraction, 2002.
- Max Wechsler. Unter der Oberfläche, Papiers marouflés, Berlin, Villa Oppenheim, 2006.
- Max Wechsler. Entfaltung der Tiefe, Berlin, Villa Oppenheim, 2007.
- Maurice Benhamou, De la peinture, Paris, galerie ETC, 2019.

### Articles
- Maurice Benhamou, « Max Wechsler », dans Une collection pour la grande arche, Paris, AXA - Caisse des dépôts et consignations,1989.
- Maurice Benhamou, « L’immobilité autrement dit le silence », dans De la peinture à proprement parler, Paris, L’Harmattan, 2011.
- Maurice Benhamou, « Max Wechsler. Dessins », Sans Titre 1 et Sans titre 2, Paris, Éditions Espace-Abstraction, 2014.
- Maurice Benhamou, « Le vide et la lettre », dans Max Wechsler, Paris, galerie ETC, 2019.
- Annika Brockschmidt, « Flüstertone », Der Tagesspiegel, Berlin, 14 juillet 2012.
- Dominique Dendraël, « Infiniment », dans Max Wechsler, en signe de vie, Paray-le-Monial, musée du Hiéron, 2012.
- Dominique Dendraël, « Max Wechsler à St Matthäus-Kirche de Berlin », décembre 2014.
- Dominique Dendraël, « L’infini de la création », L’Art en partage, Paray-le-Monial, musée du Hiéron, 2018, p. 20-27
- Lydia Harambourg, « Max Wechsler, plis et replis », Gazette de l’hôtel Drouot, Paris, février 2005.
- Andreas Haus, “Max Wechsler/Schriftfragmente », Kunstverein Kunsthaus Potsdam, Potsdam, 2013.
- Heidi Jäger, « Aufgebrochene Sprachlosigkeit » Potsdamer Neueste Nachrichten, Potsdam, 23 février 2012
- Kai Müller, « Meine Bilder atmen für mich », Der Tagesspiegel, Berlin, 22 Janvier 2006.
- Michel Nuridsany, « Silence radieux, Max Wechsler à contre-courant », Le Figaro, Paris, octobre 1990.
- Alfred Pacquement, « Max Wechsler, Sans titre, 1986 », Paris, Fonds national d’art contemporain, 1989.
- Heinz Stahlhut, « Wortmaterial », Museums Journal, Berlin, avril-juin 2010, p. 59.
- Cathie Silvestre, « À la rencontre de Max Wechsler », Esquisse(s), n° 5, automne 2013.
- Elisabeth Wagner, « Materiale Nachbarschaften. Max Wechslers Papiers Marouflés », Literarische Nachbarschaften, Die Mosse-Lectures an der Humboldt-Universität zu Berlin, Berlin, n° 8, 2016, p. 79-96.
- Daniel Zaoui, « En écho à Max Wechsler », Esquisse(s), n° 5, automne 2013.
- Jeannette Zwingenberger, « Werke aus Wortwirbeln », ParisBerlin, Paris, juin 2013, p.74-79.